# Enyalioides touzeti
Enyalioides touzeti — вид ігуаноподібних ящірок родини шипохвостих ігуан (Hoplocercidae). Мешкає в Еквадорі і Перу. Описаний у 2008 році.

## Поширення і екологія
Enyalioides touzeti мешкають на західних схилах Анд на південному заході Еквадору та на півночі Перу. Вони живуть у вологих тропічних лісах, на висоті від 1600 до 1900 м над рівнем моря.

## Збереження
МСОП класифікує цей вид як вразливий. Enyalioides touzeti загрожує знищення природного середовища.